# William C. Hammer

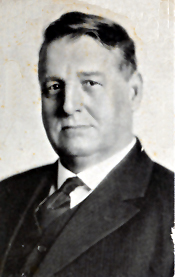
William C. Hammer

William Cicero Hammer (* 24. März 1865 bei Asheboro, North Carolina; † 26. September 1930 ebenda) war ein US-amerikanischer Jurist und Politiker. Zwischen 1921 und 1930 vertrat er den Bundesstaat North Carolina im US-Repräsentantenhaus.

## Werdegang
William Hammer besuchte sowohl private als auch öffentliche Schulen. Danach studierte er am Yadkin Institute und am Western Maryland College in Westminster. Anschließend unterrichtete er selbst als Lehrer. Dabei stieg er bis zum Schulleiter auf. Nach einem Jurastudium an der University of North Carolina in Chapel Hill und seiner 1891 erfolgten Zulassung als Rechtsanwalt begann er in Asheboro in diesem Beruf zu arbeiten. Dort war er unter anderem Mitglied des Gemeinderates, Bürgermeister, Schulbeauftragter und Schulleiter. Zwischen 1901 und 1914 war Hammer Staatsanwalt am Superior Court. Über 40 Jahre hinweg fungierte er als Eigner und Herausgeber der Zeitung „Asheboro Courier“. Von 1914 bis 1920 war er Bundesstaatsanwalt für den westlichen Distrikt von North Carolina.
Politisch war Hammer Mitglied der Demokratischen Partei. Bei den Kongresswahlen des Jahres 1920 wurde er im siebten Wahlbezirk von North Carolina in das US-Repräsentantenhaus in Washington, D.C. gewählt, wo er am 4. März 1921 die Nachfolge von Leonidas D. Robinson antrat. Nach vier Wiederwahlen konnte er bis zu seinem Tod am 26. September 1930 im Kongress verbleiben. Er war mit Minnie Lee Hancock (1873–1959) verheiratet, mit der er eine Tochter hatte.